# Іноквілл (Північна Кароліна)
Іноквілл (англ. Enochville) — переписна місцевість (CDP) в США, в окрузі Ровен штату Північна Кароліна. Населення — 2893 особи (2020).

## Географія
Іноквілл розташований за координатами 35°31′13″ пн. ш. 80°39′57″ зх. д. / 35.52028° пн. ш. 80.66583° зх. д. (35.520179, -80.665783).  За даними Бюро перепису населення США в 2010 році переписна місцевість мала площу 12,02 км², з яких 11,41 км² — суходіл та 0,61 км² — водойми.

## Демографія
Згідно з переписом 2010 року, у переписній місцевості мешкало 2925 осіб у 1161 домогосподарстві у складі 840 родин. Густота населення становила 243 особи/км².  Було 1251 помешкання (104/км²).
Расовий склад населення:
| - 93,6 % — білих - 1,3 % — чорних або афроамериканців - 0,8 % — азіатів - 0,1 % — корінних американців - 3,5 % — осіб інших рас |

До двох чи більше рас належало 0,8 %. Частка іспаномовних становила 5,9 % від усіх жителів.
За віковим діапазоном населення розподілялося таким чином: 21,4 % — особи молодші 18 років, 60,2 % — особи у віці 18—64 років, 18,4 % — особи у віці 65 років та старші. Медіана віку мешканця становила 42,2 року. На 100 осіб жіночої статі у переписній місцевості припадало 92,8 чоловіків;  на 100 жінок у віці від 18 років та старших — 93,4 чоловіків також старших 18 років.
Середній дохід на одне домашнє господарство  становив 57 233 долари США (медіана — 44 400), а середній дохід на одну сім'ю — 65 658 доларів (медіана — 54 750). Медіана доходів становила 47 102 долари для чоловіків та 38 043 долари для жінок. За межею бідності перебувало 16,5 % осіб, у тому числі 32,1 % дітей у віці до 18 років та 8,1 % осіб у віці 65 років та старших.
Цивільне працевлаштоване населення становило 1191 особа. Основні галузі зайнятості: освіта, охорона здоров'я та соціальна допомога — 25,5 %, виробництво — 18,1 %, роздрібна торгівля — 13,2 %, будівництво — 11,8 %.